# 曹坪圭
曹坪圭（韩语：／，1956年6月—），燕达集团副会长，男，韩国庆尚南道人，1972年3月参加工作，韩国国立庆北大学中文系（专业）、政治外交系（副专业）学士，韩国西江大学经营大学院经营学硕士、经营学博士修了。1987访问中国后，從事中韩贸易、招商引资、中国投资、中韩交流等工作。喜欢中国人、中国历史、中国文学、 中国电影等。

## 学历
- 1976年 高中毕业资格考试合格
- 1983年 韩国 国立庆北大学校 中文系 毕业
- 1987年 韩国 西江大学校  经营大学院  经营学硕士 修了
- 2006年 韩国 西江大学校  大学院  经营学系 经营学博士 取得

## 企业工作简历
- 1983          韩国友利银行 。
- 1994          北京北极安矿泉饮料有限公司 总经理。
- 1998 - 现在   首尔国际学校（Seoul International School） 监事
- 2005 - 现在   韩国上立大投资顾问株式会社 董事长。
- 2007 - 2008   德龙控股有限公司（上市公司） 经济顾问
- 2008 - 现在   燕达集团 副会长
- 2015 - 现在   檀国大学 硕座教授（=客座教授）

## 社会工作简历
- 1994 -  2000  北京韩国投资企业协会的 秘书长，副会长，监事。
- 1999          在中韩国人会 设立筹备委员会（发起人，副会长）
- 2000          在中韩国人会 副会长
- 2003 - 现在   韩国外交通商部批准 “韩中经济发展协会” 常务副会长。
- 2006 - 2012   韩国全国经济联合会 咨询委员。
- 2006 - 现在   河北 三河市 经济顾问
- 2006          韩国 新农村运动中央会 咨询委员
- 2006 - 现在   韩中企业联合会 执行会长
- 2010 - 2012   全国民主平统咨询会议 14期, 15期 委员。
- 2011 - 2012   在中韩国人会 副会长，首席副会长。
- 2012          中央财经大学  政府管理大学院 兼职教授 和 研究生导师
- 2012          韩国 仁川经济自由厅  宣传大使

## 资格
- 2012  大韩民国 新知识人 选定
- 2012  资深国际注册资本运营师

## 受赏
- 2012 大韩民国 新知识人 经营人  大奖
- 2012 自豪检定人奖 （全国检定考试总同门会）

## 著书和论文
- 2003年，"跟上中国人的步伐 (合编:代表作者)" 白英社
- 2005年, "轰动中国的韩国人的商道" 月和牛出版社
- 2007年，"去中国实现你的梦想" money plus出版社
- 论文 "在中国的韩国投资企业打入中国市场的策略" 2002. 西江大学
- 2014年， “中国是我们的内需市场” 好的地出版社
- 2015年， “学中国”  money plus出版社

## 播放
- 2012。7   KBS1 “ 跨世界成功时代  大陆梦”   曹坪圭